# Svercacheta
Svercacheta is een geslacht van rechtvleugeligen uit de familie krekels (Gryllidae). De wetenschappelijke naam van dit geslacht is voor het eerst geldig gepubliceerd in 1993 door Gorochov.

## Soorten
Het geslacht Svercacheta  is monotypisch en omvat slechts de volgende soort:
- Svercacheta nigrivertex (Kaltenbach, 1979)